# Francesco Ferrero (calciatore)
Francesco Ferrero (Ozzano Monferrato, 7 marzo 1912 – Bordighera, 3 gennaio 1994) è stato un calciatore e allenatore di calcio italiano, di ruolo mediano.

## Carriera

### Giocatore
Il 27 dicembre 1931 debuttò in Serie A con la maglia del Casale nella partita Modena-Casale 4-1. Rimase per tre annate in forza ai nerostellati, totalizzando 46 presenze e 2 reti in campionato. Al termine della stagione 1933-1934 la squadra retrocedette in Serie B, categoria nella quale Ferrero giocò per una stagione collezionando 26 presenze e 2 reti.
Nel 1935-1936 passò, insieme al concittadino Ugo Ceresa, all'Alessandria, squadra con cui rimase anche nella stagione successiva, giocando complessivamente altre 10 gare in massima serie.
Nell'estate 1937 Ferrero tornò alla squadra della città natale, intanto retrocessa in Serie C, che aiutò a vincere il campionato, disputando 28 partite. L'anno successivo vi fu una nuova retrocessione nella terza divisione, torneo nel quale scese in campo per le sue ultime 60 partite ad alti livelli, segnando 5 gol.

### Allenatore
Nella stagione 1942-1943 ha allenato il Casale.

## Palmarès

### Giocatore

#### Competizioni nazionali
- Serie C: 1

Casale: 1937-1938